# کاروالهوس (میناس گرایس)
کاروالهوس (به پرتغالی: Carvalhos) یک منطقهٔ مسکونی در برزیل است که در میناز ژرایس واقع شده‌است. کاروالهوس ۴٬۴۶۱ نفر جمعیت دارد.